# Meoqui
Meoqui, offiziell Pedro Meoqui, ist eine mexikanische Stadt im Bundesstaat Chihuahua. Sie hatte laut Zensus 2010 22.574 Einwohner. Meoqui ist Verwaltungssitz des Municipio Meoqui.
Mit Hermila García bekam Meoqui am 9. Oktober 2010 die erste Frau Mexikos an der Spitze einer Gemeindepolizei. Am 29. November 2010 wurde ihr Auto von Unbekannten aufgehalten. Diese zwangen sie auszusteigen und erschossen sie. Die Tat wird im Zusammenhang mit dem Drogenkrieg von Mexiko gesehen.

## Wirtschaft
Seit Februar 2018 betreibt die Heineken-Gruppe in der Stadt ihre größte Brauerei in Mexiko.